# نيكي ماركر
نيكي ماركر (بالإنجليزية: Nicky Marker)‏ هو لاعب كرة قدم بريطاني في مركز الدفاع، ولد في 3 مايو 1965 في إكستر في المملكة المتحدة. لعب مع بلاكبيرن روفرز وشيفيلد يونايتد ونادي إكزتر سيتي ونادي بليموث أرجايل ونادي تشيلتنهام تاون.

## وصلات خارجية
- نيكي ماركر على موقع قاعدة بيانات كرة القدم.إي يو (الإنجليزية)
- نيكي ماركر على موقع Soccerbase.com (لاعب) (الإنجليزية)
- نيكي ماركر على موقع عالم كرة القدم.نت (الإنجليزية)